# Монтальво, Хуан (писатель)

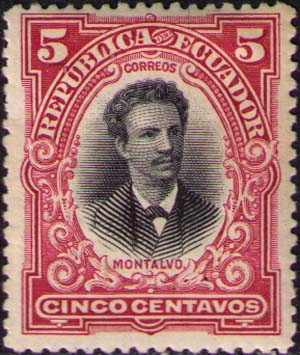
Хуан Монтальво на марке Эквадора 1899 г.

Хуан Монтальво (исп. Juan Montalvo; 13 апреля 1832, Амбато — 17 января 1889, Париж) — эквадорский писатель, публицист, редактор и дипломат.

## Биография

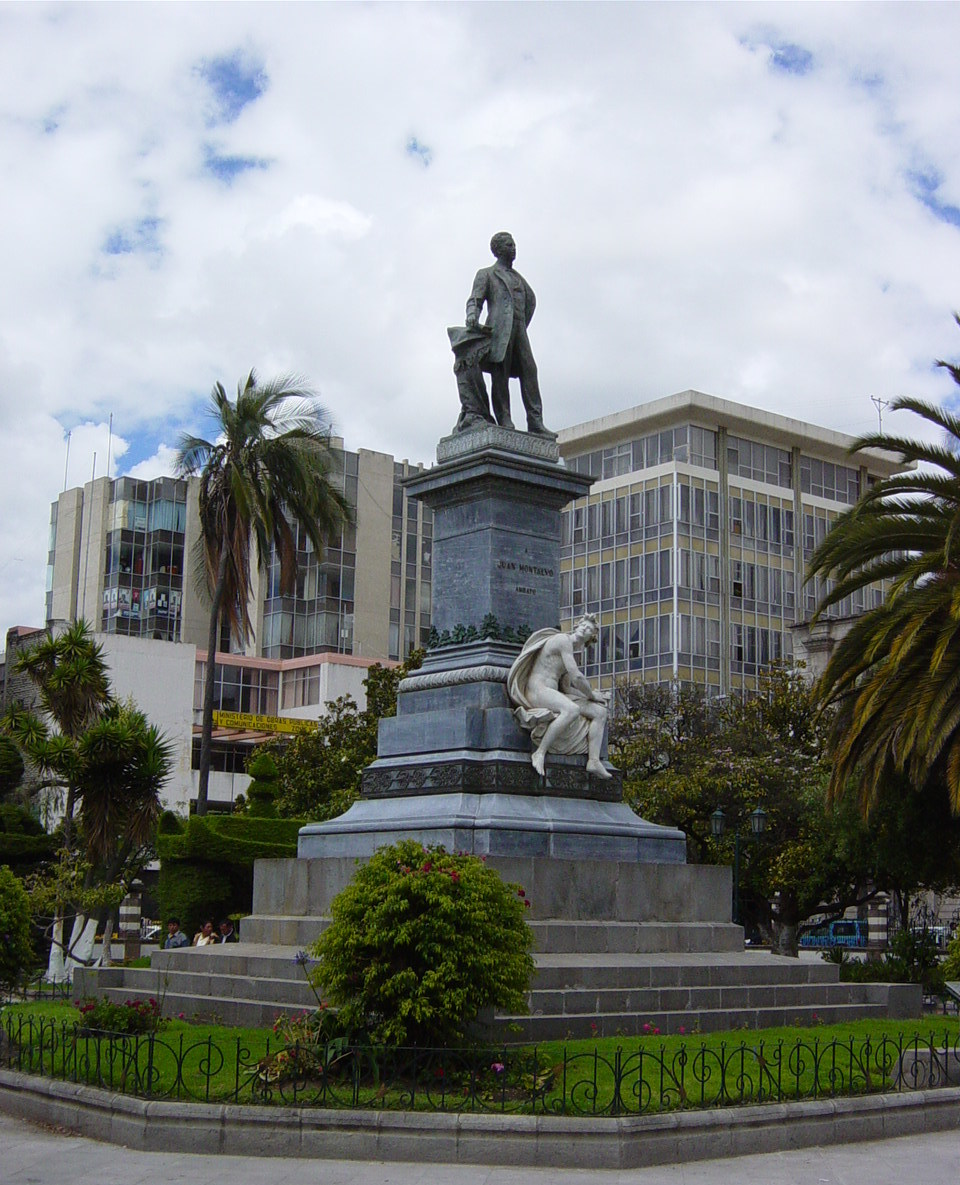
Памятник Хуану Монтальво в г. Амбато

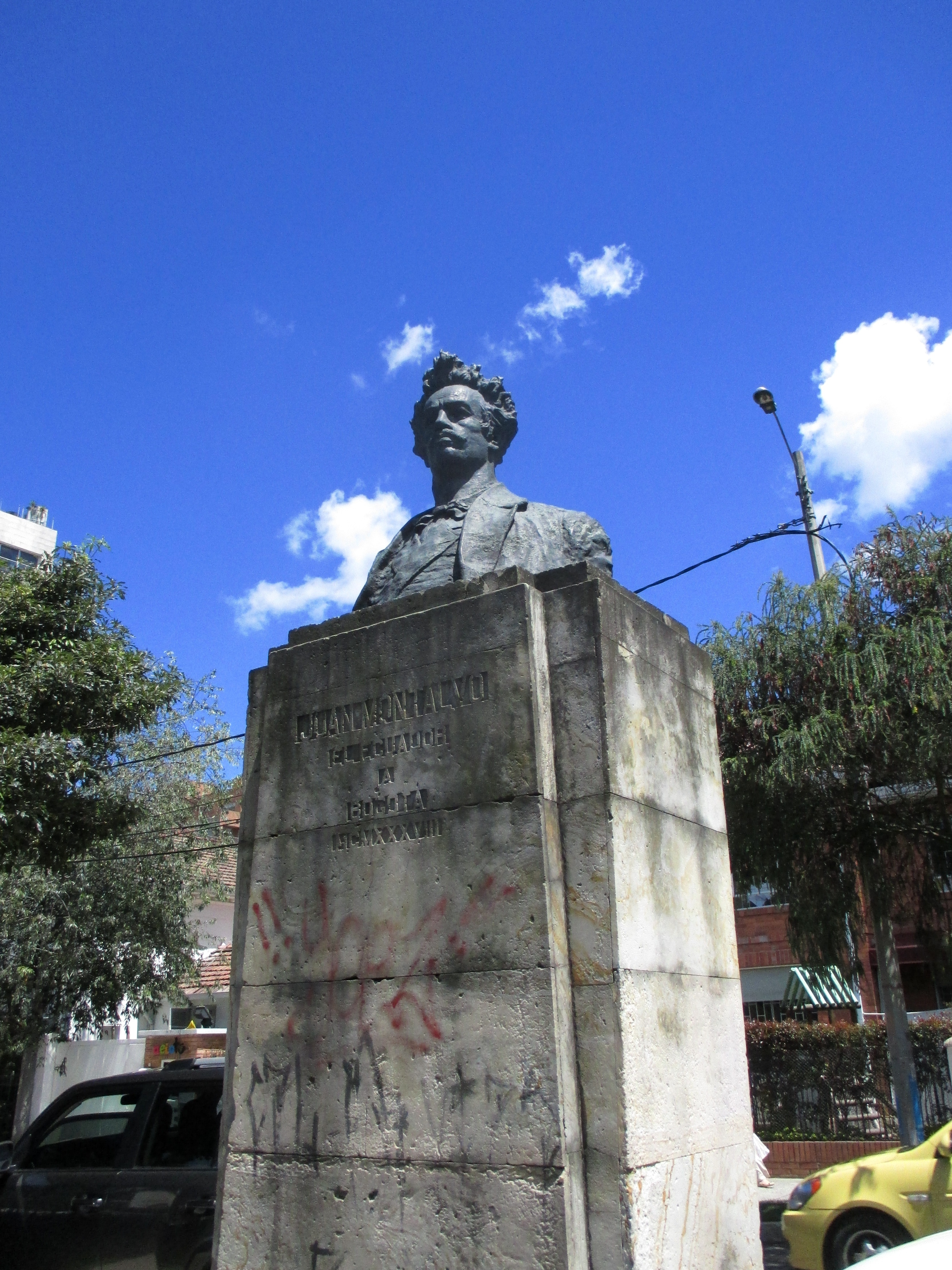
Бюст Хуана Монтальво в г. Богота

Родился в семье мелкого торговца и землевладелицы.
Изучал право на юридическом факультете университета Кито (1846—1854).
Был политическим обозревателем с либеральными взглядами. Благодаря связям двух старших братьев в высших эшелонах власти Хуан Монтальво получил должность в дипломатических миссиях и жил в Риме и Париже. По возвращении на родину к власти пришли консерваторы, и он лишился тех возможностей, которые имел.
После реакционного переворота 1869 идейно возглавил либеральную оппозицию, в результате открытой оппозиции диктатуре Гарсии Морено был вынужден эмигрировать (Колумбия, Перу, Франция). Вернулся на родину весной 1876. В 1880-х годах переехал в Европу.
Умер 17 января 1889 в Париже от туберкулёза. Мумифицированное тело Х. Монтальво ныне покоится в мавзолее на его родине Амбато.

## Творчество
Вошёл в историю эквадорской литературы, как создатель тираноборческой политической прозы и блестящий стилист.
Свои произведений Хуан Монтальво публиковал в антиправительственных газетах-листовках, которые сам же издавал: «Космополита» («El Cosmopolita», 1866—1869) и других, бичуя в них деспотизм и коррупцию, диктатуру военщины, преступления церкви и правящих классов.
В 1866 году опубликовал первый из целой серии (названной «Космополит» — исп. «El Cosmopolita») критических памфлетов против лидера консерваторов Габриэля Гарсии Морено, пользовавшегося значительной поддержкой Церкви. По возвращении Морено к власти в 1869 году Х. Монтальво вынужден был выехать за пределы страны. Там он в течение ряда лет издавал антиправительственные произведения и листовки.
Узнав о выдвижении Морено на очередной президентский срок, писатель написал памфлет «Вечная диктатура» (исп. «La dictadura perpetua»), изданный в Панаме в 1874 г. Произведение его сторонники сумели доставить и в Эквадор, где его прочитал один из бывших колумбийских солдат-наёмников, который имея и собственные мотивы и личную неприязнь к Габриэлю Гарсиа Морено, 6 августа 1875 году зарубил президента мачете. Известной стала фраза, которую якобы сказал Хуан Монтальво когда узнал о смерти диктатора: «Это мое перо его убило».
Значительную роль в развитии общественной мысли Латинской Америки сыграли его эссе «Семь трактатов» («Siete Tratados», 1882), «Нравственная геометрия» («Geometría Moral», изд. 1902), отмеченные сочетанием боевой публицистичности и романтического индивидуализма.
Автор остроумного продолжения «Дон Кихота» Сервантеса — «Главы, забытые Сервантесом» (исп. «Capítulos que se le olvidaron a Cervantes»), драм «Прокажённая», «Хара», «Диктатор» (изд. 1935).
Одним из первых в Эквадоре выступил в защиту индейцев.
В 2005 году в эквадорском варианте программы «100 великих» был признан 3-м выдающимся после политического лидера Элоя Альфаро и спортсмена Джефферсона Переса.

## Избранные произведения
- Las catilinarias (1880)
- Capítulos que se le olvidaron a Cervantes (1868)
- Libro de las pasiones (изд. 1935)
- Siete Tratados (1882)
- Geometría Moral (изд. 1902)
- Judas (1872)

## Литературные и политические журналы, основанные Х. Монтальво
- La Razón (1848)
- El Veterano (1849)
- La Moral evangélica (1854)
- El Espectador (1855)
- El Cosmopolita (1865)
- El Regenerador (1872).

## Память
- В 2000 году в Республике Эквадор выпущена в оборот монета достоинством 5 сентаво.[4]